# Mourad Zaoui
Pour les articles homonymes, voir Zaoui.
Mourad Zaoui (en arabe : مراد الزاوي), né le 23 avril 1980 à Casablanca, est un acteur marocain.

## Biographie
Né à Casablanca, Mourad Zaoui grandit dans le quartier Bourgogne. Son père a une fabrique de chaussure, sa mère est professeur de biologie. Il fait ses études au lycée Elbilia. En 1999, il obtient son baccalauréat en communication commerciale avant de partir aux États-Unis. De retour au Maroc, il fait un peu de théâtre amateur, apparaît dans quelques publicités et aide son père malade dans l’entreprise familiale,. Un an après le décès de son père, il est choisi par la réalisatrice Narjiss Nejjar pour jouer un des rôles principaux dans Wake-up Morocco en 2006.
Dès lors, il tourne sans discontinuer. Il se partage au cinéma entre des films marocains (Chroniques blanches, Les Hommes d'argile, The End, Un Pari pimenté, La Marche verte) et des coproductions internationales comme Française de Souad El-Bouhati, Kandisha de Jérôme Cohen-Olivar, Né quelque part de Mohamed Hamidi ou L'Oracle  de Philipp Stölzl.
En dehors des tournages, il nourrit une passion pour le surf, les sports mécaniques et les arts martiaux[réf. souhaitée].

## Filmographie

### Cinéma

#### Longs métrages
- 2006 : Wake-Up Morocco (Inhad ya Maghrib / المغرب المستيقظ) de Narjiss Nejjar
- 2007 : Les Larmes d’argent de Mourad Boucif : Figurant
- 2007 : Sans limites (Bila Hudoud / بلا حدود) de Nassim Abassi
- 2008 : Française de Souad El-Bouhati : Mehdi
- 2008 : Líbás jako buh de Marie Polednáková : Jossif
- 2008 : Chroniques blanches d'Abdelkrim Derkaoui
- 2009 : Smile de Francesco Gasperoni : Rachid
- 2009 : Les Hommes d'argile (رجال من طين) de Mourad Boucif : figuration
- 2009 : Kandisha de Jérôme Cohen-Olivar : Jamil
- 2010 : La Grande villa (Ad-Dar Lakbira / الدار الكبيرة) de Latif Lahlou : Bruno Davis
- 2011 : The End d'Hicham Lasri : Nike Chrajem
- 2011 : Líbás jako dábel de Marie Polednáková : Jossif
- 2012 : À l’aube, un 19 février (فجر 19 فبراير) d'Anouar Moatassim
- 2012 : Rock the Casbah de Laïla Marrakchi : le chirurgien
- 2013 : La vie des autres (Hayat Al Akharine / حياة الأخرين) de Bouchra Belouad
- 2013 : Né quelque part de Mohamed Hamidi : Moustapha
- 2013 : Fugues marocaines (Exit Marrakech) de Caroline Link : Abdeslam
- 2013 : L'Oracle (The Physician) de Philipp Stölzl : le messager du Shah
- 2014 : SAGA, l'histoire des hommes qui ne reviennent jamais d'Othman Naciri : Ali Marbouh
- 2014 : Atlantic. de Jan-Willem van Ewijk
- 2014 : Desert Dancer de Richard Raymond : l'étudiant
- 2014 : Un Pari pimenté (Rihane /رهان التوابل ) de Mohammed El Kaghat
- 2015 : Chaïbia, la paysanne des arts de Youssef Britel : Hossein Tallal
- 2016 : La Marche verte (Al Massira / المسيرة) de Youssef Britel : Ali

#### Courts et moyens métrages
- 2008 : Harash (H'rash /  حراش،) d'Ismael El Iraki : Ali Chraïbi
- 2010 : The Sheperd de Nicolas Pier Morin : le garde du corps
- 2010 : Casa Riders de Youssef Britel : Youssef
- 2011 : Salam Ghourba de Lamia Alami : Hamid
- 2011 : Chaala (Cha'ala /  شعلة) d'Hicham Hajji : Omar
- 2014 : Amal (أمـــــل) d'Aida Senna : Hicham
- 2015 : The Foreigner de Clancy Chassay : Rachid

### Télévision

#### Téléfilms
- 2008 : Ein Ferienhaus in Marrakesch d'Alexander Wiedl : Daud
- 2008 : La ligne rouge (الخط الأحمر) de Brahim Chkiri.
- 2009 : Mi taja d'Abdelhay Laraki
- 2010 : Iîchk Al Baroud de Mohamed Nesrate : Azzam
- 2010 : Point final (Hadi ou Touba[3]) de Rachid Hamman : Mehdi
- 2011 : Ramesses: Mummy King Mystery de Brando Quilici : Ramsès
- 2012 : Willkommen im Krieg d'Oliver Schmitz : l'interprète
- 2013 : Les Enfants terribles de Casablanca d'Abdelkrim Derkaoui
- 2014 : The Ark de Kenneth Glenaan : le jeune homme
- 2014 : The gospel of John de David Batty : Jean
- 2014 : The gospel of Matthew de David Batty : Jean
- 2014 : The gospel of Mark de David Batty : Jean
- 2014 : The gospel of Luke de David Batty : Jean
- 2015 : Killing Jesus de Christopher Menaul : le vendeur

#### Séries télévisées
- 2006 : La Brigade d'Adil Fadili
- 2007 : Une famille formidable, épisode Vacances marocaines de Joël Santoni : le barman à Ouarzazate
- 2007 : Nuclear Secret, 1 épisode : Arshad Pervez
- 2012 : Mankind the Story of All of Us, épisode Inventors de Nick Brown : Amir
- 2014 : Al Khamsa d'Actarus Ahmed Aksas : Him
- 2015 : Toutânkhamon: le pharaon maudit  (Tut), épisode Betrayal de David Von Ancken : un garde
- 2016 : The Night Manager, 6 épisodes de Susanne Bier : le manager
- 2017 : Blacklist, saison 5, épisode 5 : Roqan Ghaffari

### Clip
- 2009 : Wakel Chareb Naaes (WCN) du groupe Hoba Hoba Spirit, réalisé par Hicham Lasri